# پردیس (فیلم ۱۹۹۱)
پردیس (انگلیسی: Paradise) فیلمی است که در سال ۱۹۹۱ منتشر شد. از بازیگران آن می‌توان به ملانی گریفیث، دان جانسون، الیجاه وود و تورا بیرچ اشاره کرد.